# Kaukasische Akelei
Die Kaukasische Akelei (Aquilegia olympica) ist eine Pflanzenart aus der Gattung Akeleien (Aquilegia) in der Familie der Hahnenfußgewächse (Ranunculaceae).

## Beschreibung

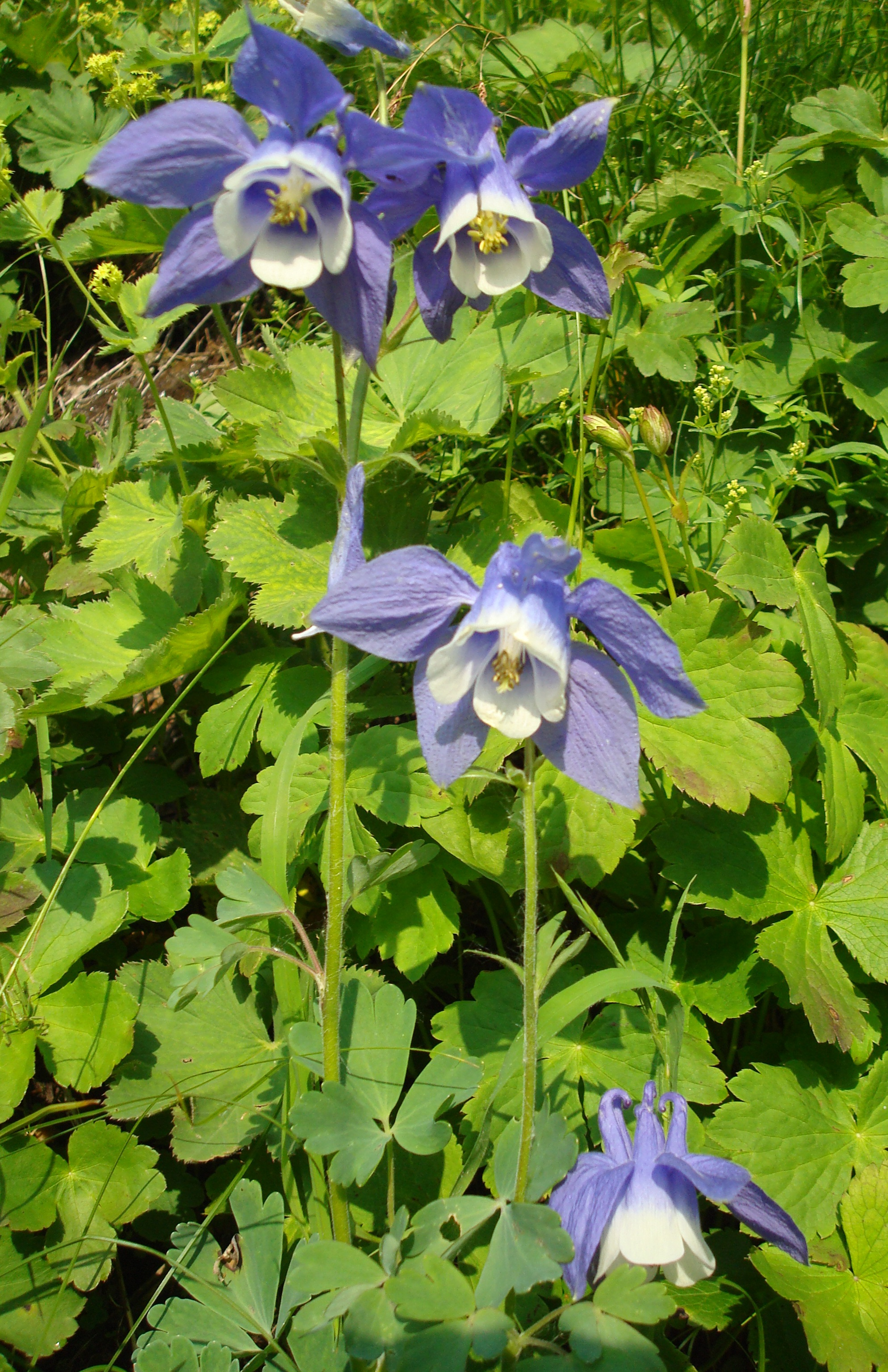
Kaukasische Akelei (Aquilegia olympica)

Die Kaukasische Akelei ist eine ausdauernde, krautige Pflanze, die Wuchshöhen von 30 bis 50, selten bis 80 Zentimeter erreicht. Die Blüten sind zweifarbig. Die Blütenhüllblätter sind 20 bis 45 × 13 bis 20 Millimeter groß und blau bis purpurn. Die Platte ist 14 bis 20 Millimeter lang und weißlich. Der Sporn misst 15 bis 20 × 5 bis 9 Millimeter Durchmesser am Grund und ist blau bis purpurn. Die Staubblätter sind ungefähr so lang wie die Platte. Die Staubbeutel sind dunkel. Die fünf bis acht Früchtchen sind 20 bis 30 Millimeter lang. 
Die Blütezeit liegt im Mai.
Die Chromosomenzahl beträgt 2n = 14.

## Vorkommen
Die Kaukasische Akelei kommt im Kaukasus, Transkaukasien, dem Norden der Türkei und dem Norden des Iran vor. Die Art wächst in Wäldern, Gebüschen und auf feuchten Wiesen in Höhenlagen von 1220 bis 3645 Meter.

## Nutzung
Die Kaukasische Akelei wird manchmal als Zierpflanze für Steingärten und Gehölzgruppen genutzt. Sie ist seit 1896 in Kultur.

## Belege
- Eckehart J. Jäger, Friedrich Ebel, Peter Hanelt, Gerd K. Müller (Hrsg.): Rothmaler - Exkursionsflora von Deutschland. Band 5: Krautige Zier- und Nutzpflanzen. Spektrum Akademischer Verlag, Berlin Heidelberg 2008, ISBN 978-3-8274-0918-8, S. 123.